# Manuscrito de Londres
El Manuscrito de Londres (London, British Library, Additional 29987) es un manuscrito medieval que contiene música del trecento italiano, principalmente obras polifónicas y danzas instrumentales, que actualmente se encuentra en la Biblioteca Británica.

## El manuscrito
El manuscrito es muy heterogéneo y desestructurado, por lo que se piensa que se formó por la reunión de diversos fascículos copiados en diversas localidades del norte y centro de Italia a partir de la última década del siglo XIV y que fue finalmente reunido en un único volumen en Florencia después del año 1400. Se han identificado al menos once copistas en la elaboración de las distintas partes del códice, si bien la copia de la música instrumental y las piezas sacras que le siguen fueron realizadas por una única mano. El manuscrito contiene muchos errores y signos superfluos que causan la impresión de poco cuidado en la copia.
Se sabe que en 1420 fue adquirido por la familia Médici.

## Las obras
El códice es una de las fuentes más importantes de todo el trecento italiano y está dedicado principalmente a la polifonía profana. Todas las piezas son de origen italiano, a excepción de tres composiciones francesas, aunque dos de éstas últimas, están compuestas por los compositores italianos Francesco Landini y Donato da Firenze. Otros compositores representados en el manuscrito son: Jacopo da Bologna, Bartolino da Padova, Egidius de Francia, Lorenzo da Firenze, Niccolò da Perugia, Vincenzo da Rimini, Bonaiuto Corsini, Donato da Firenze, Gherardello da Firenze, Jacopo Pianelaio da Firenze, Rosso de Chollegrana y Zacara da Teramo.

Facsímil del f. 62 v: el trotto y un saltarello.

Sin embargo, el códice es conocido principalmente por contener 15 danzas instrumentales monofónicas: 8 istanpitte (Ghaetta, Chominciamento di gioa, Isabella, Tre Fontane, Belicha, Parlamento, In pro y Principio di virtù), 4 saltarelli, un trotto y otras dos piezas tituladas Lamento de Tristano y La Manfredina. Todas estas danzas son de autor desconocido, y constituyen las únicas piezas del repertorio instrumental del trecento italiano que han sobrevivido, a excepción de algunas piezas sueltas en otras fuentes.
El Lamento de Tristano y La Manfredina no son en realidad piezas sueltas, sino dos pares de danzas relacionadas. La danza inicial de cada pareja está formada por tres partes (Lamento de Tristano y La Manfredina) y después sigue la segunda serie de tres partes denominadas La Rotta y La Rotta della Manfredina, respectivamente. Por ello, a veces se denominan "Lamento de Tristano - La Rotta" y "La Manfredina - La Rotta della Manfredina". Εste emparejamiento de danzas relacionadas sería después muy corriente en el Renacimiento.
Si bien las quince danzas italianas de la colección son estructuralmente similares a las danzas instrumentales francesas (denominadas estampies) más antiguas (las contenidas en el Chansonnier du Roi), hay sin embargo algunas diferencias significativas, así como las que existen entre las istanpitte y saltarelli italianos.
Además de éstas danzas, el manuscrito contiene otras obras instrumentales: 4 Chançonete tedesche, la pieza francesa Je port amiablement, de Donato da Firenze, y la pieza anónima con la que termina la colección.
Aunque en su mayor parte las piezas son profanas, el códice cuenta también con unas pocas religiosas, como el Credo con el que comienza la colección o el grupo de Kyrie - Gloria - Credo que se halla en la penúltima página del manuscrito.

## Discografía seleccionada
Los siguientes discos contienen algunas piezas instrumentales anónimas procedentes de este manuscrito:
- Istampitta. Musiques de fête à la cour des Visconti en Italie à la fin du XIVe siècle. Alla Francesca, Pierre Hamon, Carlo Rizzo. (Opus 111, Naïve OP 30 325)
Contiene tres salterelli, el Lamento di Tristano y las istampitte: Isabella, Tre Fontane, Principio di virtù e In Pro.[3]
- Landini and Italian Ars Nova. Alla Francesca, Pierre Hamon. (Opus 111 60-9206)
Contiene la istampitta Belicha.
- 2002 - "A chantar, Trovadoras Medievais". Música Antiga da UFF.
 Contiene "Saltarello", "Stampita Gaeta", "La Manfredinae la Rota",
- 2005 – Tristan et Yseut. Alla Francesca, Pierre Hamon, Brigitte Lesne. (Zig-Zag Territoires ZZT 051002)
Contiene el Lamento de Tristano.
- Troubadours, Trouvères, Minstrels. Thomas Binkley. Studio der frühen Musik. (Teldec)
Contiene un salterello y las Chançonete tedesche Nos 1 y 3.
- Llibre Vermell. Robin et Marion. Thomas Binkley. Studio der Frühen Musik. (Teldec)
Contiene el trotto
- The Art of Courtly Love. David Munrow. Early Music Consort of London. (Virgin Veritas)
Contiene la istampitta Tre Fontane
- Early Music Festival. David Munrow. Early Music Consort of London. (Decca, 2 CD)
Contiene la istampitta Ghaetta, el Lamento de Tristano, La Manfredina, el trotto y un saltarello.
- 2003 – Lamento di Tristano. Carles Magraner. Capella de Ministrers. (CDM)
Contiene las istampitte Belicha, Chominciamento di gioia, Ghaetta, In pro, Isabella y Parlamento, el Lamento de Tristano, La Manfredina y tres saltarelli.
- 2002 – Narcisso speculando. Pedro Memelsdorff. Mala Punica. (Harmonia Mundi)
Contiene la istampitta Isabella
- Danses, Danseryes. Christian Mendoze, Musica Antiqua. (Disques Pierre Verany)
Contiene el Lamento de Tristano, La Manfredina, el trotto y dos saltarelli.
- La Lira d'Esperia. Jordi Savall, Pedro Estevan.
Contiene la istampitta In pro, el Lamento de Tristano, La Manfredina, el trotto y dos saltarelli.
- Music for a Medieval Banquet. Mary Springfels, The Newberry Consort. (Harmonia Mundi)
Contiene las istampitte Cominciamento di gioia, Principio de virtù y el trotto